# Anton Sjipulin
Anton Sjipulin (ryska: Антон Владимирович Шипулин: Anton Vladimirovitj Sjipulin), född 12 november 1987 i Tiumen, är en rysk skidskytt som varit med i världscupen sedan 2009. Han är utbildad jurist.
Anton Sjipulin har fyra junior-VM-guld och fem junior-EM-guld. I OS i Vancouver 2010 tog han brons i stafett över 4 x 7,5 km.
Han tog sin första världscupseger i sprintloppet i Antholz den 20 januari 2011. Han vann showtävlingen World Team Challenge 2012 tillsammans med Jekaterina Jurlova.
Sjipulin ingick i det ryska skidskyttelaget vid OS i Sotji 2014 tillsammans med Aleksej Volkov, Jevgenij Ustiugov och Dmitrij Malysjko. Laget tog guld i stafetten men blev 2020 av med medaljen efter att Jevgenij Ustiugov fällt för doping.
Anton Sjipulin är bror till Anastasija Kuzmina.

## Individuella världscupsegrar (5)
| Datum            | Plats                | Disciplin |
| ---------------- | -------------------- | --------- |
| 20 januari 2011  | Antholz              | Sprint    |
| 15 januari 2012  | Nové Město na Moravě | Jaktstart |
| 8 mars 2014      | Pokljuka             | Jaktstart |
| 19 december 2014 | Pokljuka             | Sprint    |
| 21 december 2014 | Pokljuka             | Masstart  |